# Marsilea villosa
Marsilea villosa, ʻihiʻihi (hawaiiska), villous waterclover (engelska), är en ormbunksart som är endemisk på öarna Oʻahu, Molokaʻi och Iʻihau på Hawaii. Den finns uteslutande i områden där det är periodiska översvämningar och det bildas tillfälliga gölar inom låga torra skogar och buskmarker. Stående vatten tillåter sporokarpen att öppna sig och släppa ut sporer. Det gör det också möjligt för den resulterande spermien att simma mot och befrukta kvinnliga ägg. För att nya växter ska kunna etableras måste vattnet sjunka undan. Sporokarper bildas först när jorden har torkat till en viss nivå. Liksom andra arter i dess släkte, liknar Marsilea villosas blad de som finns på fyrklöver.

## Bevarande
Sedan 2015 anser IUCN att arten är starkt hotad (EN).